# Rebozo

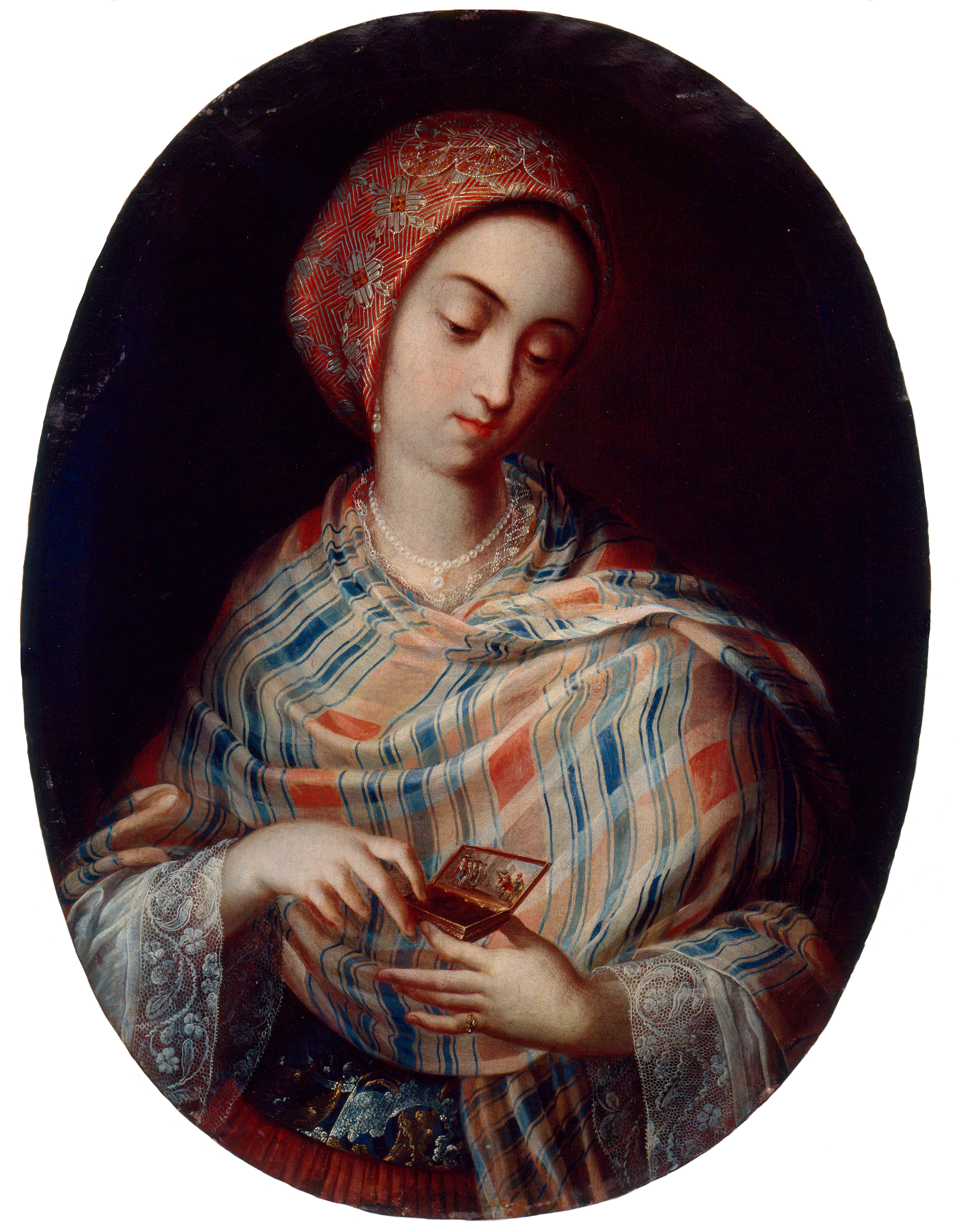
Peinture d'une femme avec un rebozo de Juan Rodríguez Juárez.

Un rebozo est un vêtement long et plat utilisé principalement par les femmes au Mexique. Il peut être porté de différentes manières, généralement plié ou enroulé autour de la tête et/ou du haut du corps pour se protéger du soleil, fournir de la chaleur et comme accessoire à une tenue. Il est également utilisé pour transporter les bébés et les gros ballots, en particulier chez les femmes autochtones. L'origine du vêtement n'est pas claire, mais elle remonte très probablement au début de la période coloniale, car les versions traditionnelles du vêtement montrent des influences indigènes, européennes et asiatiques. Les rebozos traditionnels sont tissés à la main avec du coton, de la laine, de la soie et de la rayonne de différentes longueurs, mais ils ont tous un motif (généralement de la méthode ikat de teinture) et des franges, qui peuvent être tissées au doigt pour créer des motifs complexes. Ce vêtement est considéré comme faisant partie de l'identité mexicaine et presque toutes les femmes mexicaines en possèdent au moins un. Il est porté par des femmes comme Frida Kahlo, l'actrice María Félix et l'ancienne première dame mexicaine Margarita Zavala et est toujours populaire dans les zones rurales du pays. Toutefois, son utilisation diminue dans les zones urbaines.

## Description et utilisation du vêtement

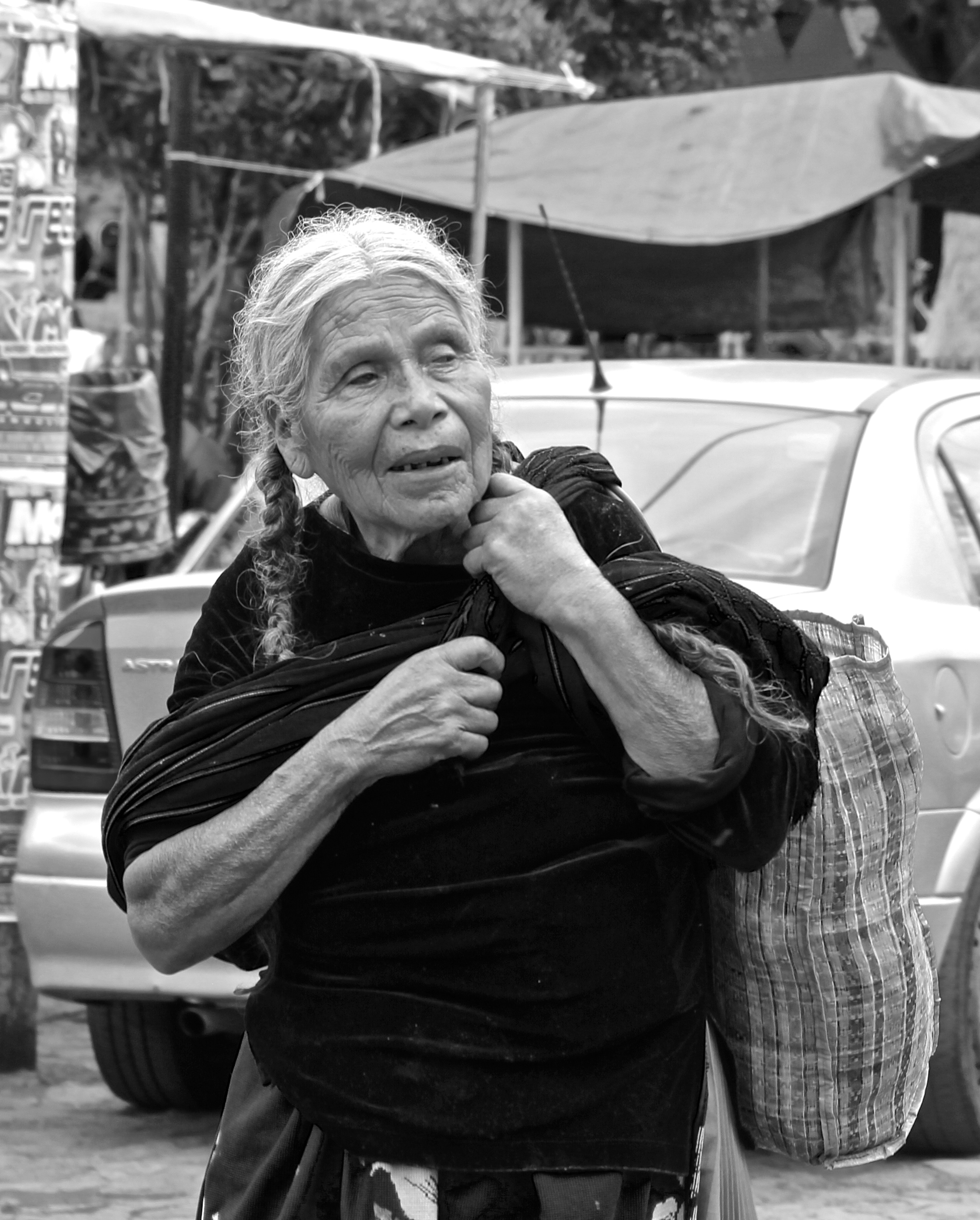
Femme portant un rebozo à Capula, dans l'État de Michoacán

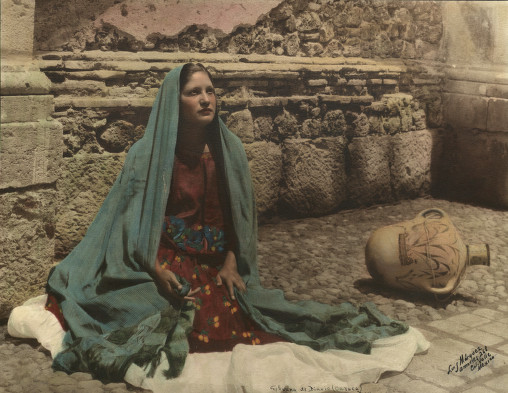
Photographie coloriée à la main par Luis Marquez (photographe), 1937, Mexique

Un rebozo est un long morceau de tissu droit qui ressemble à un croisement entre une écharpe et un châle. Comme les ponchos, les huipils et les sarapes, ce sont des vêtements mexicains classiques faits de tissu droit, le plus souvent non coupé, mais les rebozos ont leurs propres caractéristiques. Il s'agit d'un vêtement féminin classique, traditionnellement tissé à la main, qui se distingue par des franges compliquées tissées au doigt appelées rapacejos,. On dit que le port du rebozo rend le mouvement d'une femme plus gracieux. Le port d'un rebozo par de nombreuses femmes est un signe de l'héritage mexicain, et pour cette raison, les ventes du vêtement peuvent doubler avant le Jour de l'indépendance du Mexique le 16 septembre,. En raison de la nature du vêtement, en particulier les franges, ils doivent être lavées à la main. Le colorant peut ou non être inaltérable, il faut donc utiliser un savon doux.

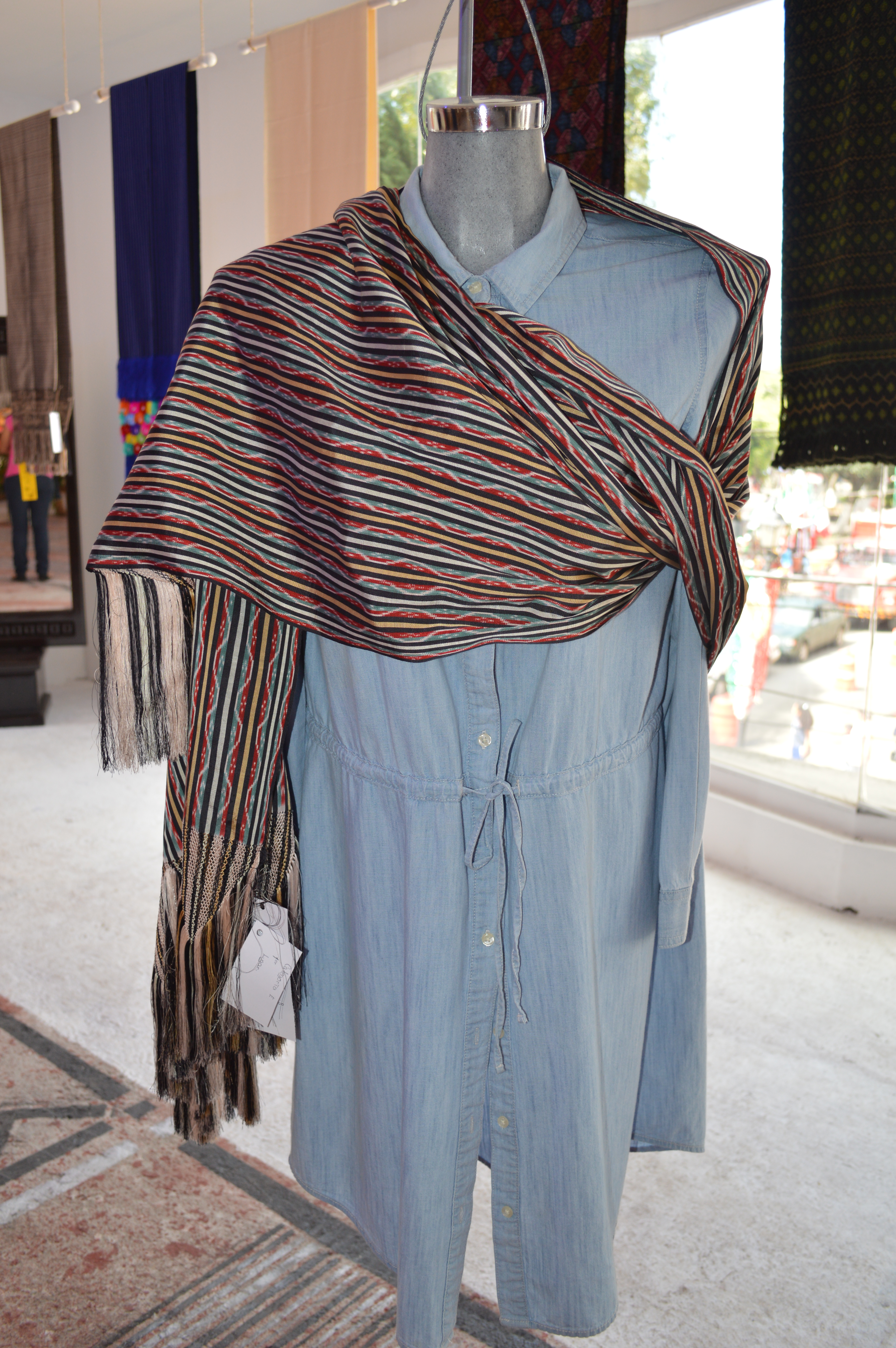
Rebozo en soie de Santa María del Río, dans l'État de San Luis Potosí, sur un mannequin à la Feria de Rebozo à Tenancingo, dans l'État de Mexico

Bien que tous les rebozos soient en tissu tissé rectangulaire avec des franges, il existe des variations significatives à l'intérieur de ces contraintes. Il existe trois classes de rebozos. Les modèles traditionnels ont un design créé avec la technique de teinture ikat et se déclinent en différents modèles de décors. Les rebozos régionaux sont plus colorés et leurs origines peuvent être identifiées, en particulier ceux de Oaxaca, Chiapas et Guerrero. Les rebozos contemporains expérimentent avec des fibres et des dessins non traditionnels. Les tailles varient avec des longueurs variant de 1,5 à environ 3,5 mètres de long,,. La plupart des rebozos mexicains sont en coton, laine, soie ou rayonne,. Le type de fibre utilisé est le facteur principal pour déterminer le prix d'une pièce qui peut varier de quelques centaines de pesos à des milliers de pesos, les pièces en pure soie fine étant les plus chères,. Les meilleurs rebozos en soie peuvent être passés à travers une alliance,.

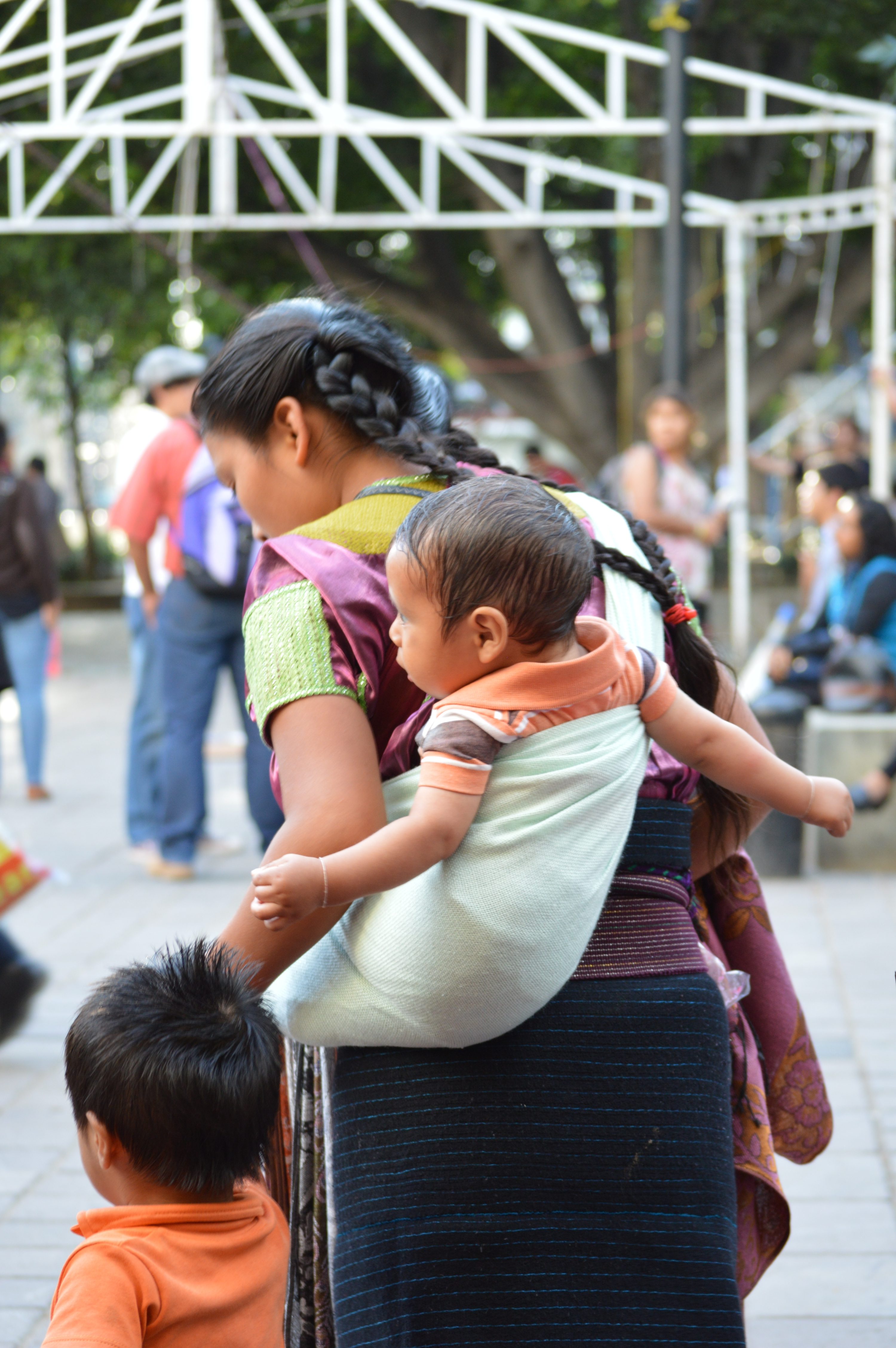
Jeune marchande ambulant portant un bébé dans un rebozo de la ville de Oaxaca

Les couleurs et les motifs du rebozo varient considérablement et les motifs traditionnels peuvent généralement identifier l'endroit où ils ont été fabriqués. Par exemple, une version étroitement tissée en noir et indigo est identifiée avec les régions montagneuses de l'État du Michoacán. Les dessins et modèles sont généralement classés comme classiques et indigènes. Les rebozos classiques sont disponibles en différentes couleurs avec des motifs basés sur l'art préhispanique de la plumería, ou en créant des images avec des plumes. Certaines d'entre elles ont leurs franges nouées pour former des images d'animaux et de regards. Cependant, presque tous sont créés avec la technique ikat,. Le style de rebozo classique le plus célèbre s'appelle « de bolitas » dont le nom vient de petits nœuds de ficelle attachés à des groupes de fils utilisés dans sa production. Parmi les groupes indigènes, les dessins et les couleurs indiquent presque toujours le groupe auquel appartient la femme. Alors que la plupart des rebozos utilisent plus d'une couleur, les versions monochromes sont appelées « chalinas ».

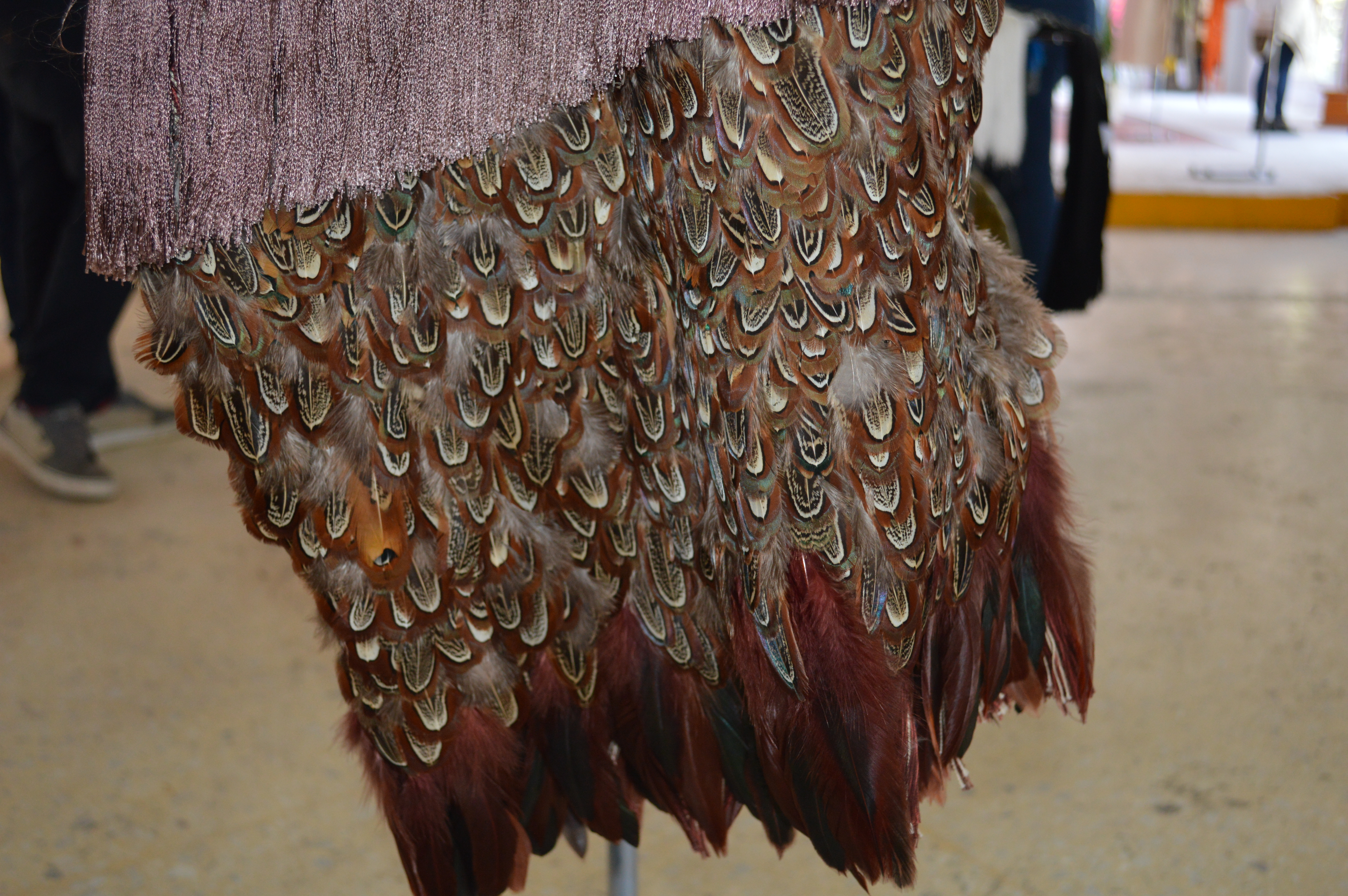
Frange d'un rebozo de Michoacán, avec des plumes de géocoucou

Les rebozos ont deux fonctions principales, celle d'un vêtement et celle d'une aide au transport. En tant que vêtement, il peut être un élément indispensable de la garde-robe de nombreuses femmes métisses et indigènes, en particulier celles qui vivent dans les zones rurales,. Comme châle, il peut fournir de la chaleur (en particulier les plus épais et la laine), porté sur la tête pour bloquer le soleil ainsi que pour la modestie, surtout à l'église,. Pour les femmes de la ville et de la haute société qui les utilisent, ils peuvent être portés à l'intérieur de la maison, mais sont le plus souvent utilisés comme accessoires d'une tenue, surtout dans certaines occasions,. Pour faciliter le transport, on peut l'attacher autour de la tête ou des épaules le plus souvent pour porter de petits enfants et de gros ballots, le plus souvent chez les femmes autochtones,. Le rebozo a même fait son entrée dans la médecine traditionnelle mexicaine. Il est utilisé comme garrot, comme soutien pour une femme en fin de grossesse, comme aide à une femme en travail, en la soutenant en lui permettant des mouvements rythmiques et le positionnement dans le but de rendre l'accouchement plus facile. Il peut également être utilisé pour soulager les maux de tête en l'attachant étroitement autour de la tête. D'autres utilisations du rebozo sont dans les danses traditionnelles indigènes et même comme linceul,. Une façon moderne et innovante de le porter est de la tordre autour du haut du corps et de l'attacher pour en faire une sorte de chemisier ou de haut.

## Histoire

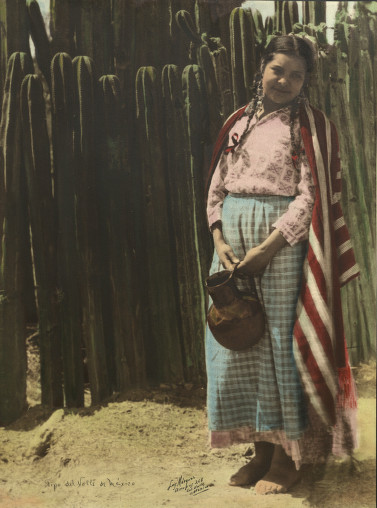
Photographie coloriée à la main par Luis Marquez (photographe), 1937, Mexique.

Le nom rebozo vient de l'espagnol, du verbe qui signifie se couvrir ou s'envelopper. Cependant, il y a des noms indigènes pour lui aussi, comme « ciua nequealtlapacholoni » à l'époque coloniale Nahuatl, qui signifie « ce qui touche une femme ou quelque chose comme elle », « mini-mahua » chez les Otomis et dans le Nahuatl de Hueyapan (en), dans l'État de Morelos, il est appelé « cenzotl » qui vient de l'expression « tissu des mille couleurs ».
L'origine du rebozo n'est pas connue, mais elle remonte probablement au tout début de la période coloniale,. La première mention et description du vêtement dans des documents écrits date de 1572 par le frère Diego Duran, d'après les recherches effectuées par Ruth D. Lechuga. Le rebozo lui-même montre diverses influences, qui proviennent probablement des différentes cultures qui ont eu des contacts à cette époque,. Il y a divers vêtements indigènes qui partagent des caractéristiques physiques avec le rebozo. Il s'agit de l'ayate (es), un tissu rugueux en fibre de maguey utilisé pour le transport de marchandises, du mamatl, un tissu de coton également utilisé pour le transport d'objets et qui a souvent une bordure décorative, et du tilma (utilisé pour le transport et comme vêtement), un vêtement plus connu, comme celui porté par Juan Diego et qui porte l'image de la Vierge de Guadaloupe,. Il y a des chroniques qui disent que La Malinche porte un tissu appelé « Manta del sol » qui n'est pas seulement utilisé pour se protéger du soleil mais aussi pour désigner un statut de décoration. Cependant, les vêtements préhispaniques et autres tissus n'ont pas de franges tissées. La principale influence européenne est très probablement la mantille espagnole, bien qu'un vêtement du sud de l'Espagne appelé rebociño (introduit dans la région par les Maures) puisse aussi jouer un rôle. Des influences ultérieures sont probablement venues d'Asie avec le début du commerce à partir du galion de Manille,.
Son origine se situe très probablement parmi les classes métisses inférieures du début de la période coloniale, les plus importantes d'entre elles étant en premier lieu les classes métisses,. Les rebozos les plus traditionnels montrent des couleurs et des dessins de l'époque coloniale et les femmes métisses les portent probablement pour se distinguer des femmes indigènes, mais ne peuvent pas se permettre des parures espagnoles,. En 1625, Thomas Gage note que les Noirs et les métis du Mexique portent de larges bandes de vêtements sur la tête au lieu de la mantille espagnole. Dans la période coloniale, la façon dont le rebozo est portée distingue les femmes mariées des célibataires. Les femmes mariées le portent en vrac, couvrant le haut de la tête par-dessus le dos. Les femmes célibataires l'enveloppent plus serré, ce qui permet de voir une plus grande partie du dos. Ces vêtements sont à l'origine en coton, mais plus tard dans la période coloniale, ils sont aussi en laine et en soie. Leur utilisation se répand finalement dans les communautés autochtones, devenant partie intégrante des vêtements et de la culture de nombreuses femmes. Par exemple, une femme Otomi a l'habitude de tremper un coin de son rebozo dans l'eau pour indiquer qu'elle pense à son fiancé ou mari,. Une utilisation importante du vêtement à l'époque coloniale jusqu'au XIXe siècle est que les femmes se couvrent la tête à l'église. Après son développement initial au Mexique, son utilisation s'est répandue en Amérique centrale et même jusqu'en Équateur.
Le rebozo est d'usage courant dans les classes moyennes et inférieures au XVIIIe siècle, et le type de fibre utilisé pour le tisser fait la distinction entre les deux. Ce vêtement est d'usage courant chez les femmes au XVIIIe siècle. À cette époque, le comte de Revillagigedo remarque qu'il est porté par toutes les femmes à l'exception des religieuses et de celles des classes supérieures,. Les deux fibres les plus courantes sont le coton et les plus chères le coton/soie ou la soie. Les tailles et les dessins varient, mais ceux réalisés avec la technique de la teinture ikat deviennent dominants. Dans certaines régions du Mexique, une femme reçoit un rebozo au lieu d'un anneau d'un homme pour proposer un mariage. Les plus beaux rebozos comprennent des broderies ornées de fils d'argent et d'or. Une mode de ce siècle était de broder des scènes champêtres,.
En 1886, une soie synthétique appelée rayonne est créée en France. L'utilisation de ce fil moins cher rend les rebozos décoratifs plus abordables. Son utilisation comme marqueur de l'identité mexicaine commence à cette époque, et même l'impératrice Charlotte le porte à diverses occasions officielles, en particulier lors de son séjour à la campagne à Cuernavaca. À la fin du XIXe siècle, le vêtement devient indispensable et sa fabrication un artisanat important.
Sa fonction symbolique se poursuit jusqu'à la révolution mexicaine, et l'objet associé aux femmes rebelles appelées « Adelitas », qui portent à la fois des bébés et des armes enveloppées, à l'intérieur des postes de contrôle fédéraux,. Pendant ce temps, le rebozo est aussi souvent utilisé comme linceul pour les morts. Une grande partie de la familiarité du monde avec le rebozo provient de représentations cinématographiques ultérieures des Adelitas, mais elle accentue aussi l'utilisation du vêtement par les femmes indigènes, pauvres ou de conditions socio-économiques défavorables.

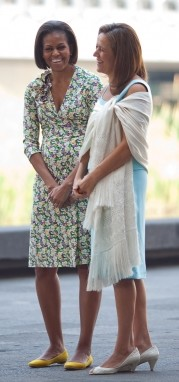
La première dame Margarita Zavala avec la première dame des États-Unis Michelle Obama, en 04 2010.

Aujourd'hui, le rebozo se trouve dans toutes les régions du Mexique et presque toutes les femmes du pays en possèdent au moins un, quelle que soit leur classe socio-économique,,. Dans de nombreux villages, les femmes y naissent encore, grandissent avec lui, se marient avec lui et y sont enterrées. Il est encore couramment porté à l'église par les femmes rurales. Au cours du XXe siècle, le rebozo devient à la fois un signe de modestie et de tradition et un signe de révolution, y compris dans certaines communautés aux États-Unis. Pour les femmes du mouvement Chicano, il représente la « femme complète » comme étant à la fois féminine et forte, prête à se battre pour « la Cause ». Parmi les personnalités qui portent des rebozos, on peut citer María Félix, Frida Kahlo, Lila Downs et le mannequin Luly Jáuregui, ainsi que Margarita Zavala, ancienne Première Dame du Mexique, connue pour porter ce vêtement lors de manifestations officielles,. Le rebozo apparaît dans la culture populaire et les médias ainsi que dans la littérature. Pendant l'âge d'or du cinéma mexicain, il se voit dans de nombreux films, dont « El Rebozo de Soledad » (le Rebozo de Soledad). Un rebozo à motif de bolita est mentionné dans l'une des célèbres chansons pour enfants de Francisco Gabilondo Soler.

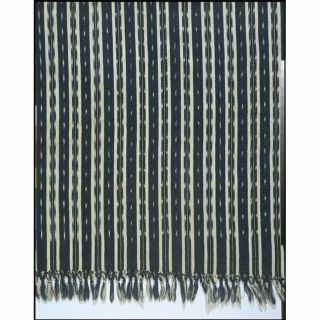
Rebozo, 1875-1890, musée V & A no. T.21-1931

Cependant, malgré son statut de symbole national, son utilisation diminue chez les femmes, en particulier dans les villes. Une des raisons en est que le vêtement est associé aux groupes indigènes et à la pauvreté et une autre est que les fins rebozos tissés à la main, surtout en soie, sont très chers en raison de la main-d'œuvre qualifiée requise,. Beaucoup des rebozos les plus chers ne sont plus fabriqués dans de nombreuses régions du pays, à l'exception de Santa María del Río (en) et de la ville de San Luis Potosí. Le nombre de tisserands de tous types de rebozos diminue. Par exemple, il n'y en a qu'une cinquantaine dans tout l'État de Jalisco, presque tous concentrées dans quelques municipalités comme Sayula et Tuxpan.
Des efforts sont faits pour préserver et promouvoir l'utilisation du rebozo de diverses manières. En 1953, l'école de Rebozo est créée pour enseigner les techniques de tissage utilisées. En 2002, l'école remporte le Premio Nacional de Artes y Tradiciones Populares. D'autres institutions dédiées à l'artisanat sont le Museo de Rebozo de La Piedad, dans l'État de Michoacán, les « Tejedoras de la Tercera Edad », géré par la CONACULTA, à Acatlán, dans l'État de Veracruz et le Taller de Rebocería dans la maison de la culture à Tenancingo, dans l'État de Mexico. Depuis les années 1940, diverses techniques sont utilisées pour moderniser la conception du vêtement, y compris l'utilisation de paillettes. Certains créateurs de mode mexicains modernes comme Lydia Lavín et Monserrat Messeguer conçoivent des versions modernes du vêtement, utilisant de nouveaux tissus et des motifs internationaux, comme ceux de l'Orient et de l'Afrique.
Les rebozos sont le centre d'événements muséographiques, culturels et de mode au Mexique. Diverses foires et festivals consacrés au vêtement sont organisés dans des lieux tels que Matamoros, Jiquilpan, Tenancingo, et Zapopan. Le premier Concurso Nacional del Rebozo (Concours National de Rebozo) a lieu à San Luis Potosí en 2004. L'université del Valle de Atemajac (en), Campus La Piedad crée une vidéo intitulée « El Arte del Rebozo » pour promouvoir le vêtement en ligne et dans les événements internationaux. L'université tient une conférence du même nom en 2012. Pour les célébrations du 100e anniversaire de la Révolution mexicaine à Coyoacán, dans la ville de Mexico, le rebozo est mis en évidence. Le Museo Nacional de Culturas Populares (en) de Mexico organise un événement appelé « Tápame con tu rebozo » en 2012, pour promouvoir l'utilisation et la vente du vêtement. Des expositions de rebozos ont également lieu dans le sud-ouest des États-Unis avec le premier « Festival del Rebozo » dans le pays qui se tient au Nouveau-Mexique, des expositions à l'université du Texas (en) à Brownsville et l'Austrey Museum à Los Angeles et Fresno tient une journée annuelle du Rebozo.
Il y a aussi un musée consacré au vêtement à Guadalajara appelé « La Casa del Rebozo ». En plus d'une collection de rebozos de différentes tailles, couleurs et textures, elle offre des conférences, des cours, des ateliers et des défilés de mode pour promouvoir le vêtement,.

## Production

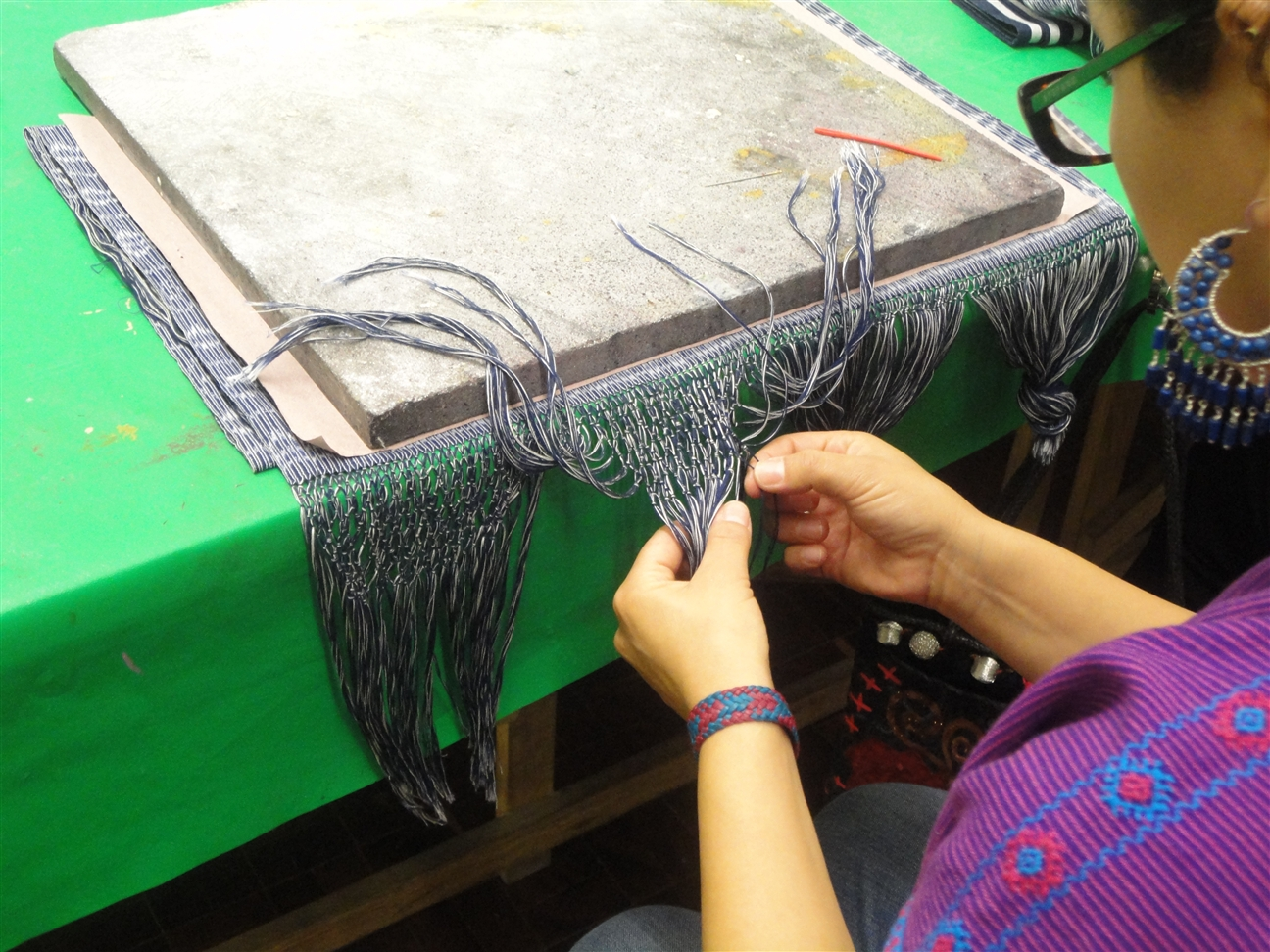
Finition d'un rebozo dans un atelier de textile au Museo de Arte Popular de Mexico.

Le Mexique est le principal producteur et exportateur de rebozos, mais certains sont également produits en Espagne et au Portugal,. Le temps moyen de fabrication d'un rebozo tissé traditionnel est de trente à soixante jours avec quinze à 200 étapes différentes selon la complexité de la conception et le type de fibre utilisée,. Par exemple, les rebozos en soie véritable prennent plus de temps à tisser. Ceux en rayonne ont en moyenne 3 000 fils de trame et ceux en soie véritable en ont environ 3 800.
Le processus de teinture se fait avant le tissage, la technique la plus courante étant la méthode ikat, parfois appelée « amarrado ». Dans le travail le plus traditionnel, le fil est teint avec des couleurs naturelles, avec des couleurs comme le noir, bleu, rouge, violet et vert mais des colorants synthétiques sont maintenant souvent utilisés,,. Les motifs du vêtement sont déterminés par une séquence de couleurs teintes dans le fil, avec des changements de couleur rendus similaires à la teinture par nouage. Des groupes de fils sont étroitement liés entre eux à intervalles réguliers, de sorte que le colorant ne puisse pas pénétrer dans certaines zones. Après la teinture, les nœuds sont coupés,. Le tissage commence par la coupe des fils de trame à la longueur du produit final. Le nombre de filets détermine la largeur. Ils sont tissés à la fois sur des métiers à tisser à bande dorsale et sur des métiers à tisser de style européen. Les groupes de fils de trame sont ensuite placés sur le métier à tisser afin d'élaborer le dessin que le corps du tissu aura. Après le tissage, les dernières rangées de la trame sont tissées au doigt pour les sécuriser, ce qui est un travail compliqué et méticuleux, souvent effectué par des femmes spécialisées dans ce domaine. Isabel Rivera et Julia Sánches de Santa María del Río (en) remportent des prix nationaux et internationaux pour leur travail, avec leur habilité à tisser des lettres en marge des rebozos,. Dans certaines régions, une fois terminés, les rebozos sont « fumés » avec des branches de romarin ou stockés avec des pommes ou des coings pour leur donner une bonne odeur.

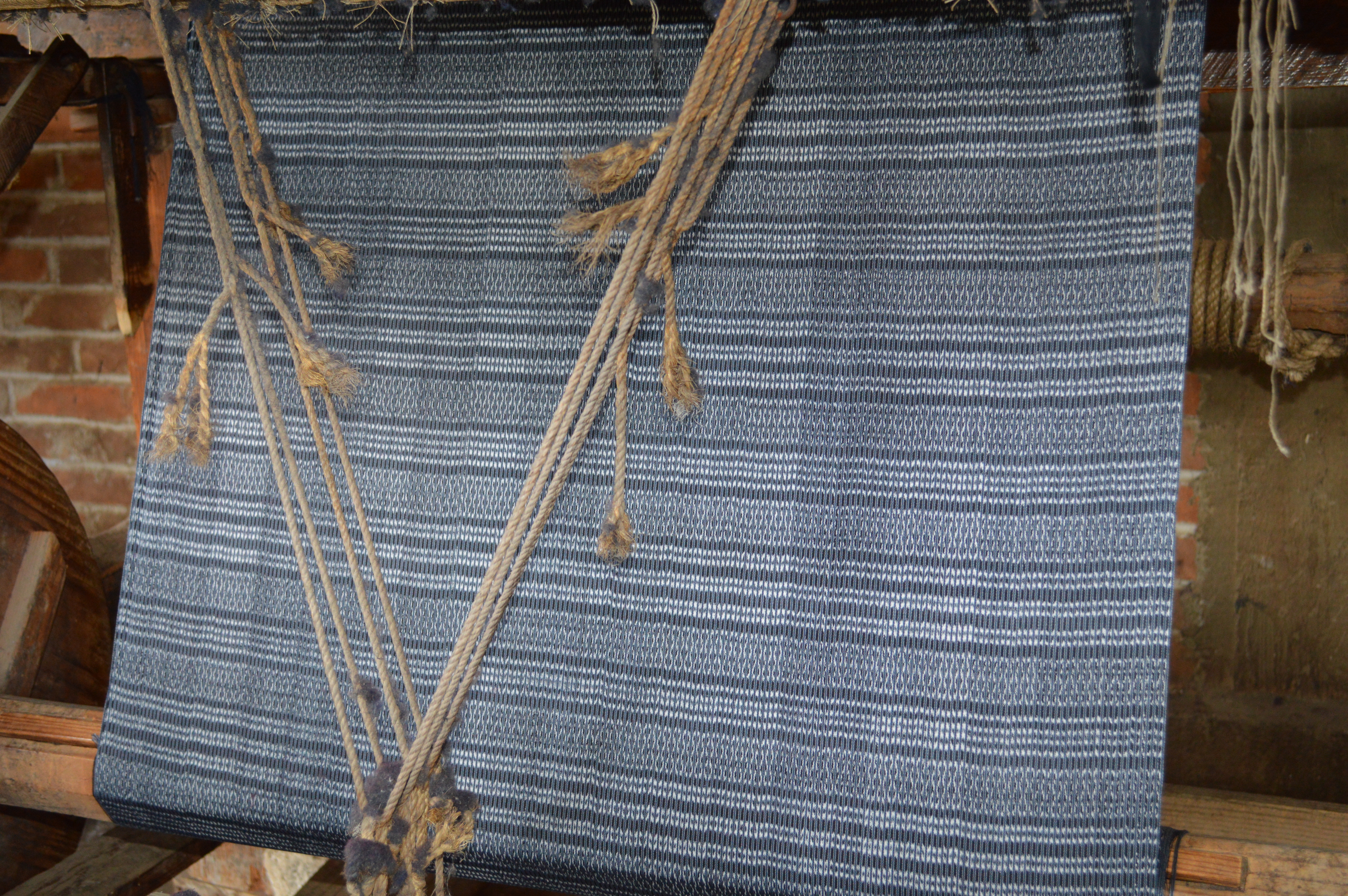
Ikat rebozo sur un métier à tisser dans l'atelier Inocencio Borboa à Tenancingo, dans l'État de Mexico.

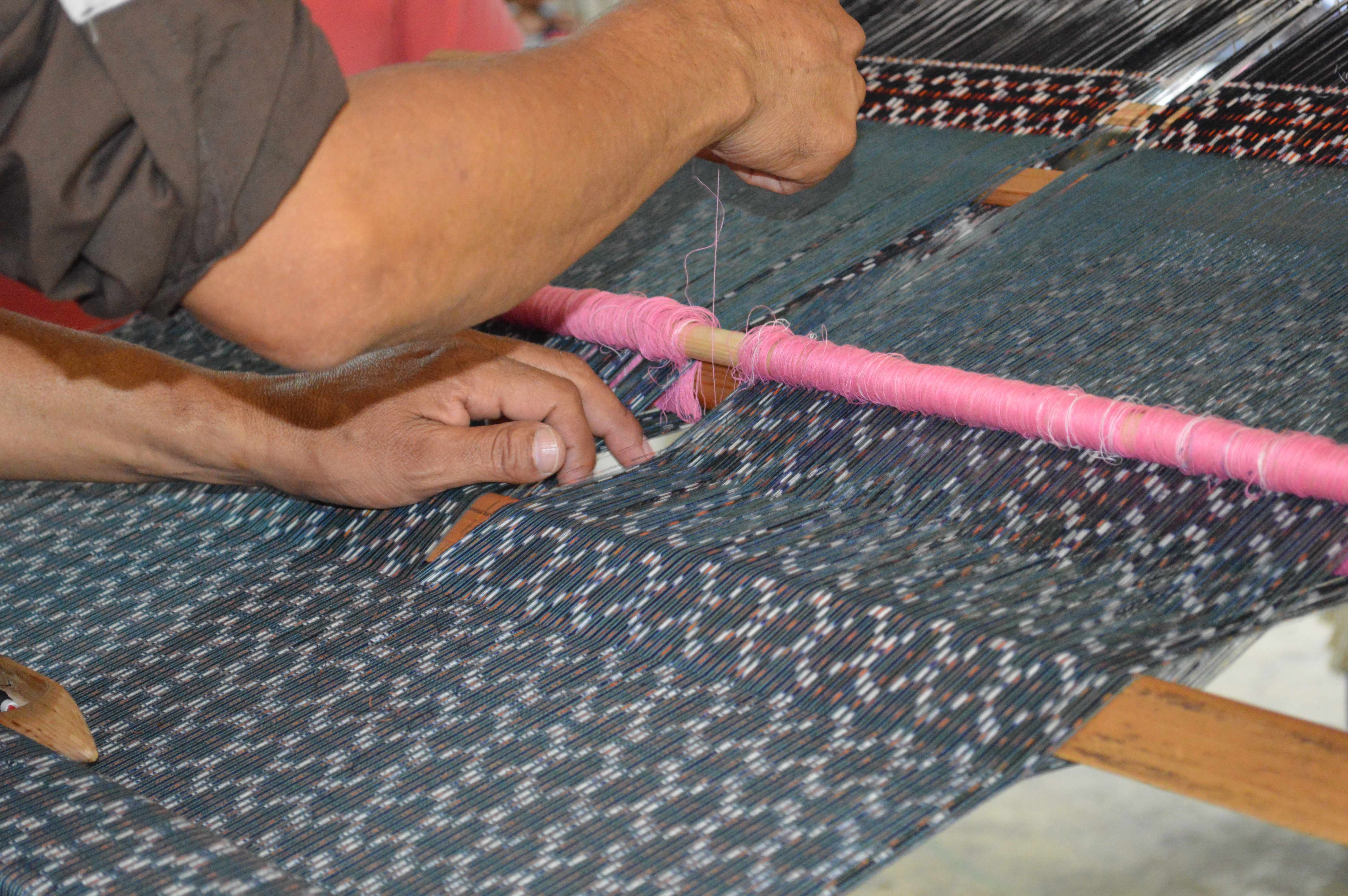
Ikat rebozo en cours de fabrication sur la sellette à la Feria de Rebozo à Tenancingo, dans l'État de Mexico.

Il y a un certain nombre d'endroits au Mexique qui produisent des rebozos traditionnels, notamment Zamora, Ahuirán, Turícuaro, Angahuan, Santa Cruz, Tócuaro, Zitácuaro, Cuanajo, Arocutín et Tangancícuaro (en) tous dans l'État de Michoacán,, Moroleón et Uriangato dans l'État de Guanajuato, la région d'Altos de Chiapas, Xochistlahuaca dans l'État de Guerrero, la Sierra Norte de Puebla (en), San Pedro Cajonos (en), Pinotepa de Don Luis (en), Hidalgo Yalalag (en), et Santa María Tlahuitoltepec (en) dans l'État d'Oaxaca, ainsi que la Cooperativa Textil Artesanal dans la ville d' Oaxaca, et Chiautempan, dans l'État de Tlaxcala. Cependant, il existe plusieurs endroits importants dont le travail est présent dans des collections importantes comme celle de la famille Rockefeller. Il s'agit notamment de Santa María del Río, Tenancingo et La Piedad.
Santa María del Río (en) est une petite ville rurale de l'État de San Luis Potosí, qui abrite des maisons de campagne pour les personnes aisées de la ville de San Luis Potosí. L'arc d'entrée de la ville indique « Santa María del Río, cuna del rebozo » (Santa María del Río, berceau du rebozo). Même l'équipe locale de baseball porte le nom des tisseurs de rebozo, appelés les « Reboceros ». Elle est connue pour sa production de rebozos finement tissés, notamment en soie et en rayonne, ainsi que de rebozos en coton. Le tissage est introduit dans la région peu après la conquête et est devenu célèbre au XVIIe siècle. La production de soie est introduite à l'origine à Oaxaca par les Dominicains. Malgré les interdictions, Junípero Serra introduit leur culture dans la région au XVIIIe siècle, et la production et le tissage de la soie se sont répandus de la fin du XIXe siècle au XXe,. La variété de soie traditionnellement utilisée dans ces rebozos est appelée « catiteo ». Après la Révolution mexicaine, les haciendas qui produisent de la soie sont détruites et de nombreux tisserands se tournent vers la rayonne et très peu sont encore fabriqués en soie pure. Leur production est faite par les familles, mais seulement par les femmes, et un certain nombre d'entre elles remportent des prix nationaux pour leur travail. À Santa María, l'utilisation de différents bruns est une caractéristique distinctive de la région. D'autres couleurs communes sont le noir, le bleu, le rouge, le violet et le vert le long des fils blancs occasionnels qui apparaissent comme des taches dans le produit final. Il existe un certain nombre de combinaisons de couleurs traditionnelles et de dessins avec des noms tels que calabrote, Rosita, rosarito, culebrilla calado et plus,. Santa Maria accueille une Foire du Rebozo en août et abrite l'école de Rebozo et une coopérative appelée Taller Escuela de Rebocería.

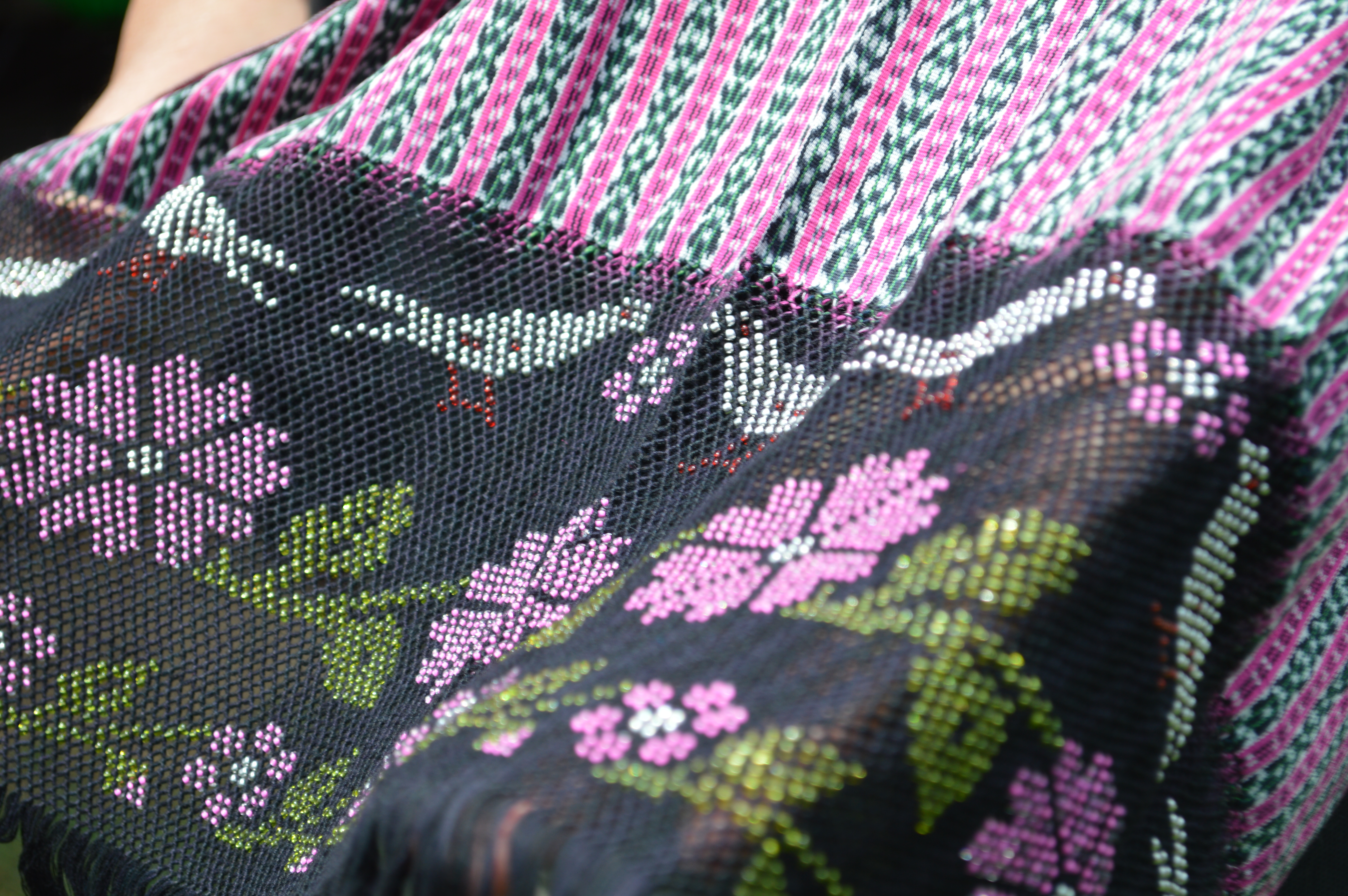
Frange Rebozo finement tissée au doigt avec de petites perles.

La fabrication des rebozos de coton est importante à Tenancingo et une image du vêtement apparaît dans le sceau de la municipalité. Les rebozos de Tenancingo sont disponibles dans une grande variété de prix allant de 400 à 4 000 pesos, en fonction de la qualité du coton, de la complexité du design et du nombre de fils. L'artisanat s'est développé à Tenancingo au XVIIe siècle et atteint son apogée au XIXe siècle. La création du vêtement reste importante tant sur le plan culturel qu'économique, le travail ici étant reconnu aux niveaux national et international. L'un des tisserands les plus importants de la ville est Evaristo .
Les zones montagneuses du Michoacán sont notées pour une variété de rebozo bleu indigo, connue sous le nom de rebozo Michoacán ou Tarasco. Dans les années 1930 et 1940, la ville de La Piedad devient un important producteur de rebozos de fibres naturelles et synthétiques. En 1946, l'Union de Reboceros de La Piedad est créée et en 1958, le Sindicato Único de Reboceros de La Piedad.